# Tuin der goden (Colorado)
De Tuin der goden (Engels: Garden of the Gods) is een openbaar natuurpark in de buurt van de stad Colorado Springs aan de voet van de Pikes Peak in de Amerikaanse staat Colorado, dat bekendstaat om zijn rotsformaties die de afgelopen 300 tot 65 miljoen jaren gevormd zijn uit rood zandsteen. Gelijksoortige formaties zijn ook te zien in het vlak bij Denver gelegen Red Rocks Amphitheatre. De uitzonderlijke natuur werd in 1971 erkend als National Natural Landmark. Het 5,53 km² grote park op het stadsdgebied van Colorado Springs wordt jaarlijks door tot 6 miljoen bezoekers bezocht.
In het natuurpark bevindt zich onder andere de Grot van de Wind (Cave of the Winds).